# Giejdar Mamiedalijew
Giejdar Nuruddin ogły Mamiedalijew (ros. Гейдар Нуруддин оглы Мамедалиев; azer. Heydər Nurəddin oğlu Məmmədəliyev; ur. 2 kwietnia 1974 w Qubadlı) – rosyjski zapaśnik w stylu klasycznym. Jest Azerem z pochodzenia.

## Kariera sportowa
Srebrny medalista Igrzysk w Atenach 2004 w wadze do 55 kg. Dwukrotny uczestnik Mistrzostw Świata, złoty medalista z 2002 roku. Uczestnik Mistrzostw Europy z 2003 roku, gdzie zajął 17. miejsce.
Drugi w Pucharze Świata w 2003 roku.